# جندي
الجندي أو العسكري هو فرد تابع لقوة عسكرية أو جيش لبلد ما، بغض النظر عن رتبته، فيشمل الوصف الأفراد من الجنرال وحتى الفرد في أدنى درجات التراتبية العسكرية، والذي لا يحمل سوى رتبة جندي.

## مواضيع متعلقة
- جيش عامل